# Čez Gorjance
»Čez Gorjance« je instrumentalna skladba in polka Ansambla Lojzeta Slaka iz leta 1965. Glasbo je napisal Lojze Slak.

## Snemanje
Skladbo je aranžiral Lojze Slak. Izdana je bila na albumu Kadar' pa mim' hiš'ce grem na veliki vinilni plošči pri založbi Jugoton.

## Zasedba

### Produkcija
- Lojze Slak – glasba, aranžma

### Studijska izvedba
- Lojze Slak – diatonična harmonika
- Ciril Babnik – bariton
- Niko Zlobko – klarinet